# Winston-Gletscher
Der Winston-Gletscher ist ein Gletscher im Südosten der Insel Heard im südlichen Indischen Ozean. Er fließt zur Winston-Lagune.
Wissenschaftler der Australian National Antarctic Research Expeditions nahmen 1948 Vermessungen vor. Das Antarctic Names Committee of Australia benannte sie in Anlehnung an die Benennung der gleichnamigen Lagune. Diese ist nach dem Mädchennamen der Ehefrau des Leutnants Malcom Smith von der Royal Australian Air Force, der 1948 den ersten Erkundungsflug über Heard mit einem Wasserflugzeug durchgeführt hatte, benannt.